# Pegesimallus yerburyi
Pegesimallus yerburyi là một loài ruồi trong họ Asilidae. Pegesimallus yerburyi được Londt miêu tả năm 1980. Loài này phân bố ở miền Ấn Độ - Mã Lai.